# The Evil Empire of Everything
Albums de Public Enemy
Most of My Heroes Still Don't Appear on No Stamp
(2012) Man Plans God Laughs
(2015)
Singles
1. Say it Like it Really Is
Sortie : 2010
2. Everything
Sortie : 2012

The Evil Empire of Everything est le treizième album studio de Public Enemy, sorti le 1er octobre 2012.

## Liste des titres
| No  | Titre                                                                            | Contient un (des) sample(s) de | Durée |
| --- | -------------------------------------------------------------------------------- | ------------------------------ | ----- |
| 1.  | The Evil Empire of                                                               |                                | 1:52  |
| 2.  | Don't Give Up the Fight (featuring Ziggy Marley)                                 |                                | 3:47  |
| 3.  | 1 (Peace)                                                                        |                                | 2:46  |
| 4.  | 2 (Respect) (featuring Davy DMX)                                                 |                                | 3:09  |
| 5.  | Sans titre (featuring NME Sun)                                                   |                                | 4:29  |
| 6.  | Everything (featuring Gerald Albright et Sheila Brody)                           |                                | 4:11  |
| 7.  | 31 Flavors                                                                       |                                | 3:09  |
| 8.  | Riotstarted (featuring Tom Morello et Henry Rollins)                             | The Big Beat de Billy Squier   | 3:27  |
| 9.  | Notice (Know This)                                                               |                                | 2:14  |
| 10. | Icebreaker (featuring The Impossebulls, Kyle Jason, Sekreto et True Mathematics) |                                | 7:14  |
| 11. | Fame                                                                             |                                | 4:49  |
| 12. | Broke Diva                                                                       |                                | 3:12  |
| 13. | Say it Like it Really Is                                                         |                                | 6:23  |